# Faenza romana
L'origine di Faenza coincide con l'occupazione della sponda sinistra del fiume Lamone (importante crocevia tra la costa adriatica e l'entroterra tirrenico). Si sviluppa durante la colonizzazione dello stato romano attorno a quello che ora è il suo centro storico. Faventia (nome che significa "città favorevole", "città amica", poiché rimase sempre fedele ai Romani, anche quando sembrava sarebbero stati sconfitti dai cartaginesi guidati da Annibale) sorge sulla via Emilia, asso viario principale che nasce nel 187 a.C. e collega i principali centri romani della regione. Insieme alla nascita della città corrisponde la suddivisione centuriale della pianura. La città assume una posizione vantaggiosa, tra la valle del Lamone e la via Emilia, attorno alla quale la città si sviluppava rettangolarmente (dato dedotto dalla posizione delle più antiche domus).

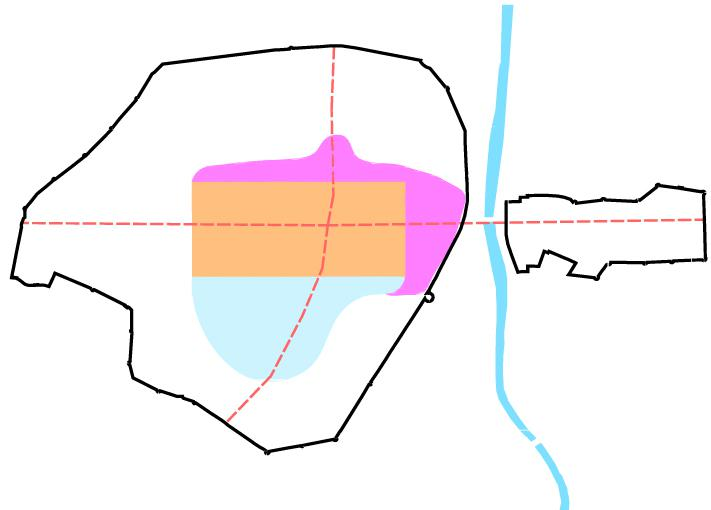
Al centro, in color biscotto, è indicato il nucleo originario di Faenza risalente al II secolo a.C., di forma rettangolare e con l'asse maggiore parallelo alla via Emilia (decumano massimo). Sotto il centro, in acqua marina, è indicata la prima espansione (datata tra il I secolo a.C. e il I secolo d.C.) che interessò le aree nei pressi di Corso Matteotti. In alto, di colore fucsia, è la seconda espansione registrata nel II secolo d.C. che arrivò ad ospitare residenze lussuose. La linea rossa tratteggiata orizzontale indica la via Emilia (ora Corso Saffi e Mazzini), mentre quella verticale indica il cardine massimo che coincide con corso Garibaldi e Matteotti. In nero sono indicati i confini del centro storico tracciati dalle mura manfrediane del 1450 circa.

## Caratteri della città romana
Non vi sono molte informazioni relative alla storia romana di Faenza. Si sa che all'inizio del primo secolo si iscrisse alla tribù Pollia, ma rimangono sconosciute informazioni di carattere amministrativo. Data la sua posizione nei pressi di Ravenna, ha certamente rappresentato uno dei punti di approvvigionamento militare. 
È stata teatro della battaglia dell'82 a.C. tra i soldati di Silla e quelli di Mario. 
La città ha ospitato alcuni funzionari di corte in epoca tardoromana, in concomitanza con la rivitalizzazione degli antichi centri promossa da Teodorico.
La attività produttive principali erano le vigne locali e, come noto dal passo della Naturalis historia di Plinio, i lini.
Come la città attuale, anche quella antica aveva un luogo deputato ai commerci ed alla vita civile, ossia un Foro, di cui si sa poco perché l'area intorno all'attuale Piazza del Popolo (dove era sito) è stata soggetta nel tempo a profonde trasformazioni che hanno cancellato quasi ogni traccia. 
Ciò che rimane di tale Foro è una pavimentazione in grandi lastre di pietra, rinvenuta sotto l'ex albergo Corona (corso Saffi, dietro l'attuale palazzo del Podestà). 
Sotto il palazzo del Podestà fu inoltre rinvenuto un ipocausto, cioè un impianto di riscaldamento sotto pavimento, come si usava negli ambienti riscaldati delle terme romane. 
A partire dal IV secolo, l'area urbana posta ad oriente del Foro verso il fiume, prima poco edificata, assunse sempre maggiore importanza ed arrivò ad ospitare anche residenze lussuose, come dimostrano alcuni mosaici.

## Sviluppo e crisi
Per più di un secolo l'estensione di Faenza rimase immutata, ma nell'età augustea si assiste a ampliamenti e ristrutturazioni di edifici e anche nuove edificazioni. Le abitazioni si espandono nelle zone verso il Lamone e a sud.
A partire dal II secolo d.C., presso l'antico cardine romano (area che prima non era interessata da insediamenti), si registrano nuove domus; questo ampliamento indica la saturazione dello spazio urbano e segna la massima espansione della città romana. 
Nella prima parte del III secolo avvengono numerose risistemazioni e rinnovamenti di edifici, oltre che alla realizzazione di grandi mosaici (accanto a interventi di ristrutturazione). I nuovi interventi si concentrano nella zona fra foro romano e fiume Lamone. A differenza di altre città della regione, Faenza non assiste ad una involuzione, soprattutto dopo il IV secolo, grazie alla vicinanza con Ravenna, scelta nel 402 come capitale dell'Impero Romano d'Occidente.
Dal IV secolo però si registra una differenza tra le tipologie abitative: nella parte orientale della città vengono edificati nuovi grandi complessi, mentre la zona occidentale subisce una dequalificazione con il frazionamento delle vecchie domus e il riutilizzo delle aree per attività artigianali e scarichi di rifiuti.

## L'area forense
Documentata è la presenza delle terme, delle quali i resti furono trovati nel 1971 durante dei lavori nei pressi del Palazzo del Podestà. L'edificio termale, per dimensioni e collocazione, può essere interpretato come impianto pubblico che delimitava a sud il foro romano.
Il foro poteva essere delimitato o attraversato dal cardine massimo e dal decumano massimo. L'esistenze del foro romano è ipotizzata anche grazie al ritrovamento di una consistente pavimentazione realizzata in quadroni di arenaria, di varie dimensioni e prevalentemente rettangolari. Di tale complesso non sono mai stati scoperti possibili confini. 
Durante gli scavi nei pressi dell'ex Albergo Corona è rinvenuto un piano che rende ipotizzabile l'esistenza di un porticus o eventuali muri di confine, a sei metri di distanza dai primi elementi individuati del lastricato della piazza.
In un'area nord del foro sono stati rinvenuti numerosi elementi lapidei architettonici e decorativi, che permettono di ipotizzare la presenza di importanti complessi pubblici come basilica e templi.
Il foro non ha una datazione certa, ma potrebbe essere stato costruito nell'ambito della legge che ha regolato i municipi nell'Italia romana, promulgata da Giulio Cesare nel 45 a.C.

## Elementi architettonici e decorativi rinvenuti presso Corso Garibaldi
Durante dei lavori di ristrutturazione di alcuni edifici di proprietà della Banca di Romagna, all'inizio di Corso Garibaldi, furono rinvenuti elementi decorativi di età romana a sette metri di profondità dal piano stradale attuale. Questi resti sono ora visibili nel locali della Banca, dove vi sono elementi decorativi lapidei e due frammenti di sculture, tra cui un frammento di dito di una grande statua e frammenti di statua maschile nuda, entrambi in marmo.
Il frammento di dito appartiene alla seconda e terza falange (caratterizzata da una larga e corta unghia) ed è parte di una statua di dimensioni colossali, frequentissime nella rappresentazione di divinità e nelle statue ritratto di epoca imperiale.
I frammenti della statua maschile nuda sono relativi a una porzione del torso, frammentato dalla cassa toracica, e la parte superiore delle gambe.
Sempre nell'area di Corso Garibaldi è stata ritrovata una porzione di muro, larga più di un metro, appartenente all'età romana. Si ipotizza l'appartenenza del muro a un edificio teatrale, come muro radiale di sostegno delle gradinate, a causa dell'orientamento obliquo rispetto all'impianto viario romano e per le sue caratteristiche costruttive. Altri ritrovamenti nella zona sono compatibili con l'idea di collocare il teatro in questa zona. Alcune fonti storiche indicano che i teatri romani intercalavano gli spazi architettonici con elementi decorativi a carattere statuario.

## Ponti sul fiume Lamone[3]

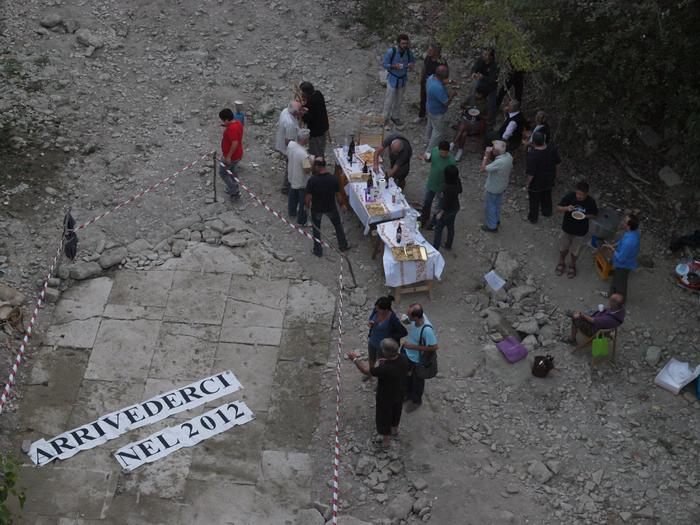
Ritrovamento resti del ponte romano di Faenza

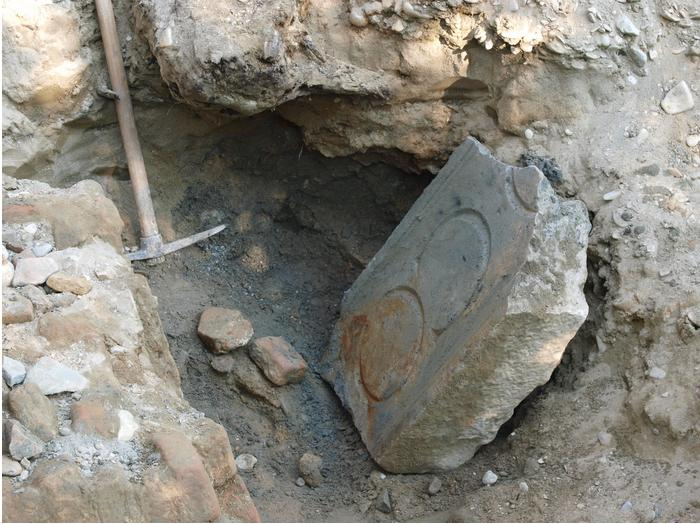
Resti del ponte romano di Faenza

Nel settembre 2011 sono stati rinvenuti i resti del pilone rettangolare del vecchio ponte romano che attraversava il Lamone all'altezza della via Emilia. Il pilone è dotato di una punta frangiflutti rivolta verso il monte ed è costituito da cinque file di grandi blocchi di pietra legati fra loro da grappe di piombo. Il pilone era orientato perpendicolarmente rispetto alla corrente del fiume al tempo, più a sud della strada attuale.
Questo ritrovamento e i relativi studi effettuati per l'occasione hanno reso possibile ipotizzare che il medievale ponte delle Torri è stato costruito quasi interamente con il materiale romano, conservando i basamenti e utilizzando gli stessi blocchi in pietra. Anche i piloni e le testate erano originarie romane, come anche le cornici decorative alle estremità del ponte. Solamente le arcate risalgono alla costruzione del Duecento, con il riutilizzo però dei pietroni romani.
In epoca romana dovevano esistere almeno altri due ponti che attraversavano il fiume nei pressi della città. Il cosiddetto Ponte del Quadrone, situato leggermente più a nord della via Emilia, a tre arcate, costruito con grandi blocchi di pietra squadrati che nei secoli successivi sono stati riutilizzati come materiale di costruzione per altri edifici cittadini, ed il Ponte d'Arco, che consentiva invece l’attraversamento del fiume a monte della città collegandola con l'area collinare posta tra il Lamone ed il Marzeno, costruito in mattoni e calce.

## I mosaici romani faentini
Con gli scavi effettuati fra l'inizio del XX secolo e tra il 1960 e 2000, sono stati riportati alla luce pavimenti in mosaico di particolare pregio di alcune domus private. Le pavimentazioni rinvenute nel sottosuolo di Faenza provengono dalle case più ricche, e sono in mosaico geometrico; i più antichi mosaici sono in bianco e nero con tessere colorate. 
Nonostante la loro ricchezza e bellezza, non hanno avuto tutti fin da subito una collocazione che li rendesse visibili al pubblico; molti sono collocati nei depositi della Pinacoteca di Faenza mentre altri si trovano addirittura a Ravenna, presso il TAMO. Nel gennaio 2021 un'esposizione permanente dei mosaici e di altri reperti è stata allestita nei locali di Palazzo Mazzolani. 

### Da I secolo a.C. al I secolo d.C. - Mosaici della domus di Palazzo Pasolini

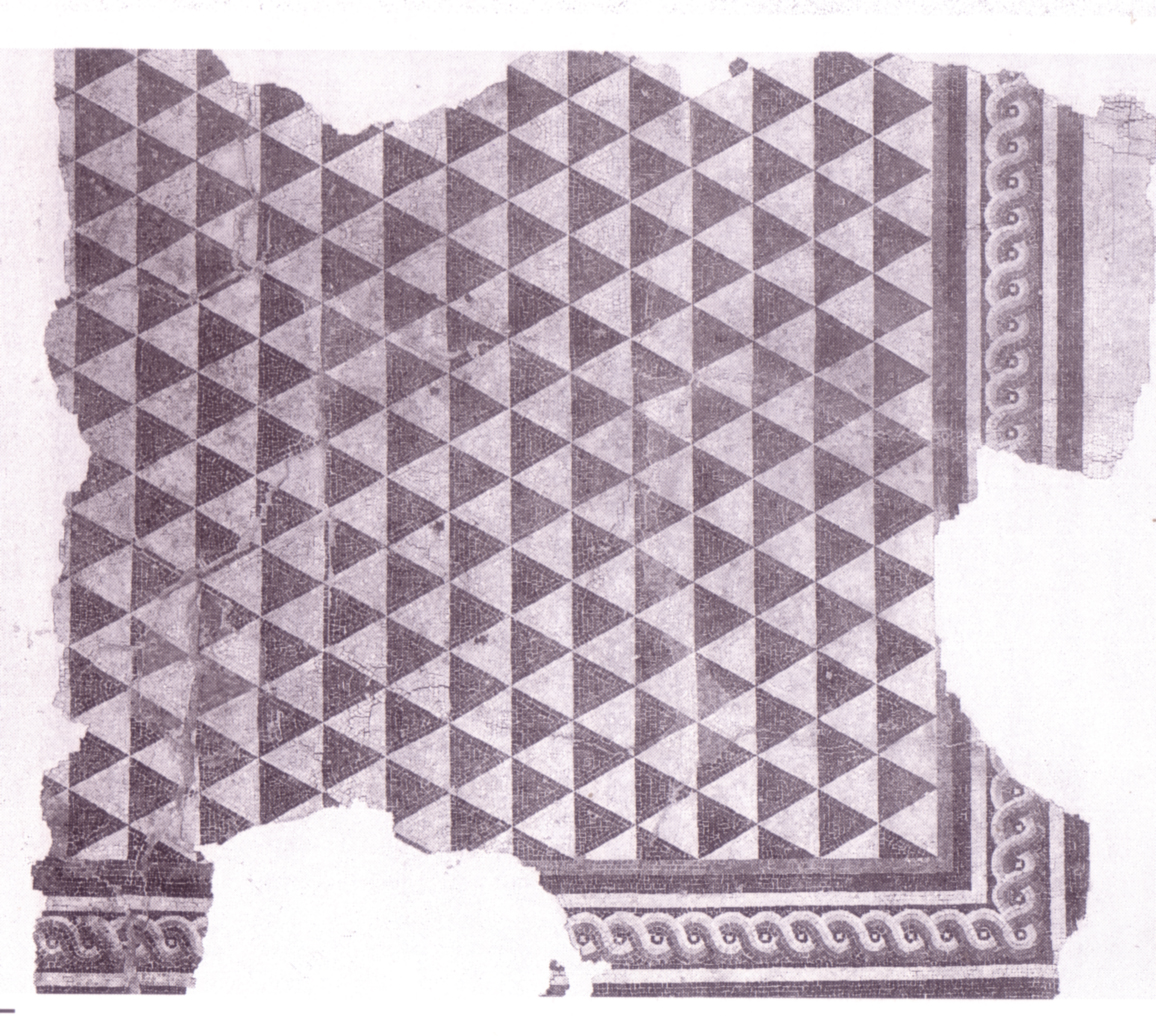
Mosaico a triangolo della domus di Palazzo Pasolini.

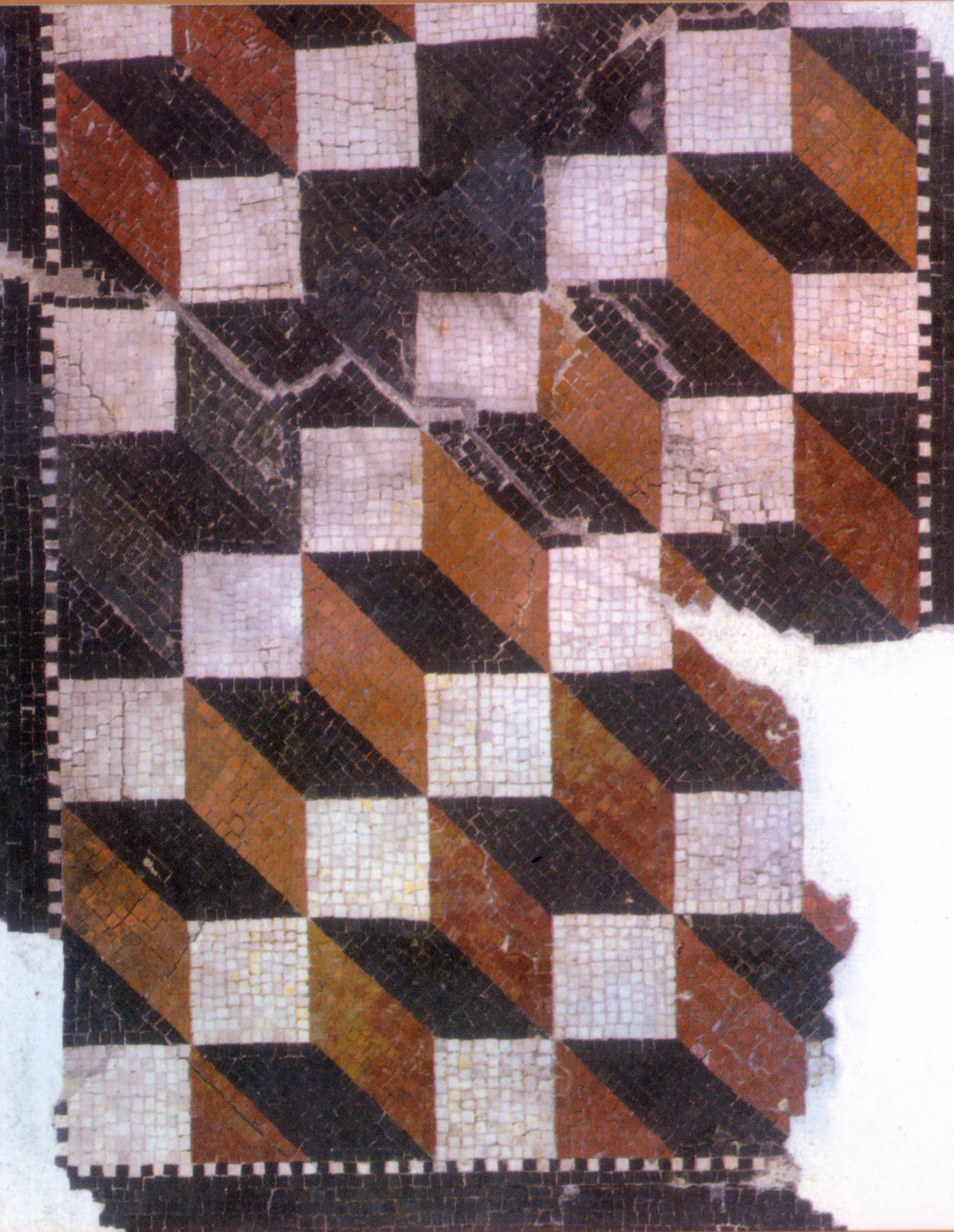
Mosaico a triangolo della prima fase della domus di Palazzo Pasolini.

Negli anni 1990 gli scavi archeologici in via Severoli hanno permesso di ipotizzare una sequenza insediativa che comprende una prima fase di frequentazione dello spazio aperto fino a diventare una zona occupata da un'attività artigianale. La definitiva fisionomia della domus si ha intorno alla fine del I secolo d.C. con la fusione di due ambienti: una grande sala di rappresentanza e l'area esterna, inglobanda fino a formare un nuovo ambiente pavimentato con mosaico bianco e nero.
Il mosaico più esteso si trova nella sala di rappresentanza: è un mosaico policromo geometrico con disegni a triangoli e cornica, questa è larga 20 cm ed è decorata con una banda nera di cinque tessere, una tripla fila di tessere bianche, una banda nera di quattro tessere e una triplice fila di tessere rosse che delimita un tappeto composto da triangoli bianchi e neri. Nella sala è stato rinvenuto anche un mosaico policromo geometrico con parallelepipedi prospettici (composti da tessere rosse, rosa, bianche, nere e verdi-grigie), contornato da una cornice formata da una banda di quattro tessere bianche, una banda nera di cinque tessere e una linea semplice di tessere bianche e nere alternate. Infine nella sala di rappresentanza vi era anche un mosaico geometrico con disegno a cassettoni e clessidre con tessere bianche, nere, rosse, rosa e grigio.
Il mosaico ritrovato nel vano è a cornici geometriche concentriche, in prevalenza a tessere bianche e nere. Al momento della scoperta era lacunoso, pertanto non si è riusciti a determinarne la lunghezza.

### I secolo a.C. - Mosaici della domus in via Bertolazzi

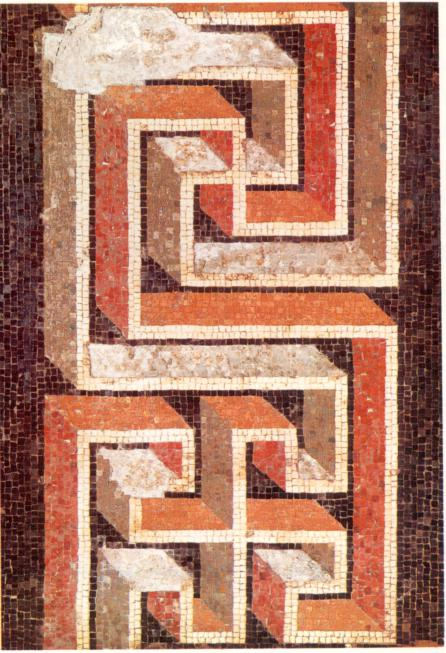
Pavimentazione in mosaico rinvenuta nella ex domus di Via Bertolazzi.

Tra gli esempi più antichi dei mosaici faentini, ci sono tre mosaici policromi della domus in via Bertolazzi, rinvenuti fra il 1898 e il 1900 e risalenti al I secolo a.C., rinvenuti alla profondità di cerca tre metri sotto il piano stradale.
Il primo è un pavimento a fondo bianco punteggiato da singole tessere nere inserite in fila ogni quattro bianche. Formano un reticolo quadrato con le tessere nere che si vengono a trovare nei punti laterali estremi. I margini del mosaico sono riquadrati da due fasce nere sottili. Una sezione di questo pavimento è conservata nella Pinacoteca comunale di Faenza.
Il secondo mosaico, di grandi dimensioni, ha una decorazione costituita da un reticolo di losanghe bianche con un filetto centrale nero, con specchiatura prospettica resa da tessere di marmo in due toni rosa su fondo nero. Oltre a questa decorazione vi è un meandro reso prospetticamente da un motivo di svastiche a doppio giro e di svastiche uncinate a giro invertito. Oltre ai colori precedentemente indicati, compaiono due toni di verde. Questo motivo segnava l'ingresso dell'ambiente e chiudeva il motivo a losanghe bianche.
Una policromia così sobria e vivace allo stesso tempo, arricchita dai motivi geometrici, trova riscontro solamente in alcuni esempi di Delo, Pompei e Roma.
Il terzo mosaico è a ovest rispetto al mosaico policromo, ed è formato da tessere bianche e nere.

### I secolo a.C. - Mosaici della domus in via Pasolini
Durante gli scavi del 1972 presso via Pasolini, sono stati rinvenuti, a due metri dal piano stradale, due mosaici pavimentali dell'epoca augustea (la stessa epoca di quelli di via Bertolazzi), divisi da un muro ma comunicanti tramite una soglia a mosaico, decorata con rombi bianchi su fondo nero inquadrati dentro una scacchiera bianca. 
Vi sono due pavimenti musivi: uno con cornice policroma e uno bianco e nero. La prima cornice è formata da svastiche di colore bianco con filetto nero. Le svastiche sono in prospettiva, il cui spessore è reso dai colori rosso (chiaro e scuro) e verde (chiaro e scuro). Gli angoli della cornice sono decorati con quadrati in prospettiva che racchiudono quadrati anch'essi prospettici.
La cornice policroma contorna un pavimento con motivo reticolare a nido d'ape al cui interno si trovano esagoni neri con al loro interno stelle a sei punte bianche, dentro alle quali vi sono esagoni neri che circoscrivono un fiore bianco a sei petali. Il tutto è delimitato da triangoli isosceli neri con bordo bianco. La pavimentazione è larga 3,5 metri e lunga 5 metri. Uno dei lati corti è decorato con lacunari quadrati policromi in prospettiva, mentre su uno dei lati lunghi ci sono rombi quadrangolari bianchi su fondo nero all'interno di una scacchiera bianca.
Il secondo mosaico è formato da un disegno geometrico con fondo di tessere bianche e tessere nere, rese prospettiche dalla linea centrale bianca. La pavimentazione è delimitata da una fila di denti di lupo con, agli angoli, una piccola palma a quattro petali, con al centro un elemento lanceolato. Su uno dei lati corti ci sono esagoni e un fiore a sei petali, con modulo uguale a quello appartenente all'altro pavimento. Sul lato lungo c'è una soglia, decorata con due rettangoli a fondo nero con al loro interno due rombi.

### Fine I secolo - Inizi II secolo d.C. - Pavimentazione bianca e nera in corso Garibaldi
All'inizio degli anni 1930, a quasi due metri di profondità dal piano stradale in corso Garibaldi, è stato trovato un pavimento musivo con disegno geometrico bianco e nero. 
La decorazione è costituita da stelle a otto punte formate da rombi accostati, con al loro interno altri rombi neri.
Il disegno era compreso dentro due cornici: una interna a treccia e una esterna a dentelli, con al suo esterno due file di tessere di color ocra.

### Prima metà del II secolo d.C. - Pavimentazione in via Pistocchi
Alla fine degli anni 1920, durante alcuni lavori nei pressi della sede dell'ex Credito Romagnolo, fu trovato un mosaico nell'edificio in via Pistocchi, a più di tre metri di profondità dal piano stradale.
Il mosaico è a tessere bianche e nere. Sul fondo c'è una fascia perimetrale e un emblema racchiuso da una cornice a triangoli bianchi e neri. Il disegno è composto da frulloni o svastiche, alternati a quadrati composti da quattro tessere al centro, che si rincorrono obliquamente rispetto agli assi del pavimento.
La decorazione è simile a quella di un mosaico rinvenuto a Ostia, e viene datato fra il 125 e il 140 d.C.

### Metà II secolo d.C. - Pavimento musivo in via XX Settembre
In un edificio in via XX Settembre è stato rinvenuto a più di due metri di profondità un pavimento musivo con motivo geometrico bianco e nero, del quale però si hanno solo due piccoli frammenti, nei quali prevalgono le figure a rombo. 
Grazie a questa piccola parte rinvenuta si ipotizza che l'elemento base della pavimentazione fossero delle stelle a otto punte. 
I rombi sono delimitati da due file di tessere e presentano un rombo interno, anch'esso contornato da due file di tessere nere.

### Seconda metà del II secolo d.C. - Pavimentazione in via Ugolino d'Azzo Ubaldini
Alla fine del XIX secolo fu rinvenuto, durante dei lavori di fognatura, un pavimento musivo policromo geometrico a 2 metri di profondità dal piano stradale. Della superficie originaria se ne è conservato circa 1/5; attualmente è custodito nella Pinacoteca di Faenza.
Il mosaico (di colori grigio, rosa, rosso, bianco e nero) è ad emblemi quadrati multipli, racchiusi in una cornice a tortiglione policromo su fondo nero. Negli angoli del mosaico i quadrati erano decorati da un rombo a lati concavi con quadratino inscritto. 
I riquadri degli angoli sono contornati da un meandro a tortiglione simile a quello degli emblemi, che si annodava a svastica al centro di ogni lato. 
Il disegno è delimitato da fasce perimetrali nere mentre all'esterno vi era un ampio margine monocromo di tessere bianche. 
Il disegno è simile a due mosaici a Ostia e Roma, datati tra 125 e 150 d.C.

### Fine II secolo e metà III secolo d.C. - Domus e mosaico in via Cavour

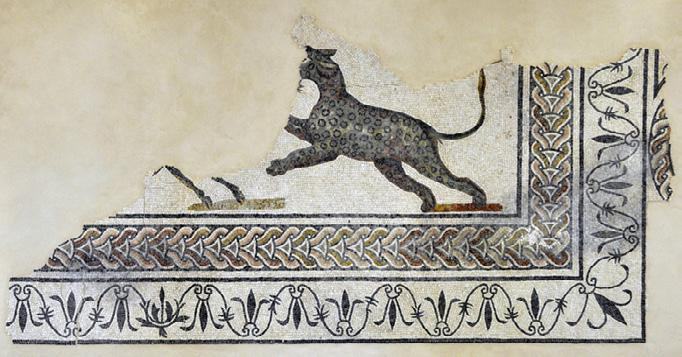
L’emblema del leopardo bordato da una treccia a calice policroma e da un’ulteriore cornice con boccioli e foglie disposti a onda resa con tessere nere su fondo bianco.

La domus di via Cavour ha avuto due fasi: la prima fase è testimoniata da una pavimentazione rinvenuta durante gli scavi, la seconda fase comprendeva un triclinio, con pavimentazione musiva, che si trovava a quota più alta rispetto agli altri ambienti, collegato a essi con due gradini. A fianco si trovava la pavimentazione tipica delle aree aperte. 
Durante gli scavi è stato rinvenuto un fossato che potrebbe essere il confine (pomerium) della città romana.
Il mosaico rinvenuto nella sala da pranzo è caratterizzato da un complesso motivo geometrico vegetale. Al centro vi è un quadro con scena di caccia fra animali, raffigurante un leopardo (del quale manca una parte del muso), rappresentato durante un probabile balzo, su sfondo neutro. La profondità è resa dalle linee d'ombra degli animali, a colori arancione, verde, ocra e giallo. Il leopardo è reso con una serie di tessere di pietra locale, nelle diverse sfumature di verde ocra, rosso scuro, arancione, bianco e nero.
Il tappeto musivo è caratterizzato da un disegno geometrico ripetitivo composto di ottagoni, dentro ai quali vi sono elementi floreali e geometrici vari, e cerchi collegati fra loro da una semplice treccia. Il mosaico ricorda il mondo delle province africane.

### Seconda metà del III secolo d.C. - Emblema di pavimento musivo in Corso Saffi
Un frammento di pavimento musivo con grande emblema centrale è stato rinvenuto in un edificio in corso Saffi ed è ora conservato nella Pinacoteca Comunale di Faenza.
L'emblema comprende un kantharos stilizzato con decorazioni a svastica, con lo stelo rigonfio e il piede a triangolo. È incorniciato da una fascia nera con treccia policroma, dai colori grigio, rosa, bianco e nero. Vi è presente anche un uccello, ma il cattivo stato dell'emblema (mal restaurato e danneggiato ulteriormente da ignoti) non permette un'esatta ricostruzione.

### III - V secolo d.C. - Pavimento geometrico in Piazza Martiri della Libertà
Durante gli scavi per il condotto delle nuove fontane di fine 1800 fu rinvenuto un pavimento a mosaico policromo, dai colori rosa, ocra, grigio e bianco e nero. 
La decorazione è circondata da una cornice a denti di sega bianchi e neri. 
I motivi predominanti sono ottagoni (suddivisi in quattro esagoni schiacciati, sul fondo dei quali c'è un motivo decorativo riproducente un oggetto stilizzato) e croci greche (dentro alle quali corre una treccia bianca, nera e rosa su fondo scuro). 
Negli spazi intermedi la decorazione è a scacchiera o strisce policrome.

### V secolo d.C. - Domus e complesso di mosaici in via Dogana

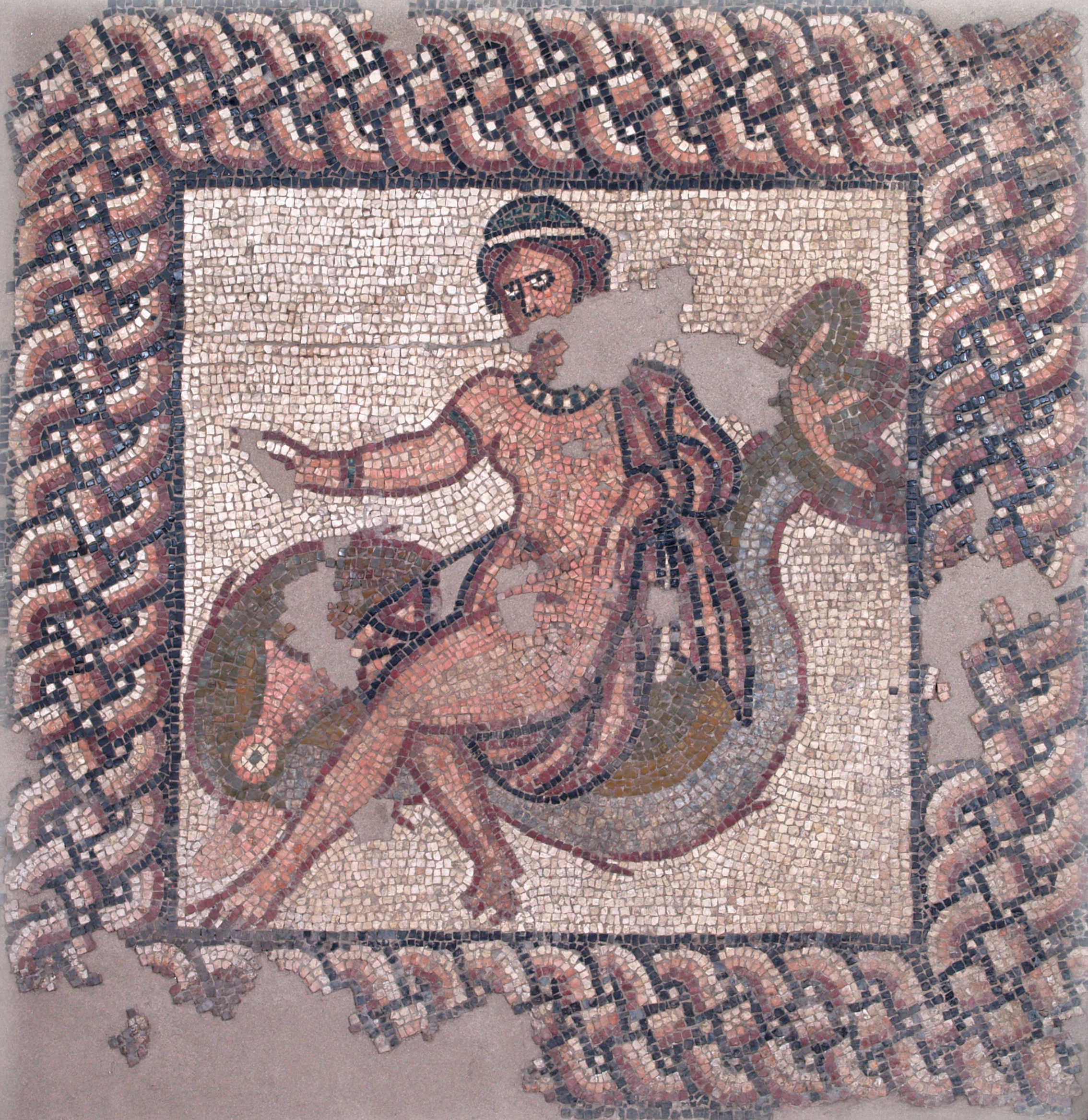
Un dettaglio dei mosaici rinvenuti in via Dogana.

A inizio degli anni '70 è stato messo in luce il più importante edificio faentino di epoca tardo romana, in Via Dogana. Sono stati rinvenuti quattro ambienti e parti di altri due, tutti ambienti di rappresentanza.
Nella parte ovest vi è una grande aula rettangolare, che comunica a sud con un ambiente vestibolo. A est dell'aula sono presenti altri tre ambienti, dei quali solo due sono stati scavati.
Tutte le stanze hanno pavimentazione policroma, le tessere usate sono pietre italiane, abbondante è l'uso dei sassi di fiume, con tutte le loro sfumature (giallo, verde, azzurrino, grigio, nero). I bordi delle figure sono neri, il fondo bianco è ottenuto con calcare o pietra bianca. Il rosso è reso con porfido o marmi africani. Vi sono alcune tessere di serpentino.
Il mosaico della grande aula è geometrico a colori leggeri, incorniciato da una treccia che comprende una fascia composta da cerchi ed ellissi. Le cornici dei singoli disegni hanno una serie di complessi annodamenti a collegarli, che arrivano e rimpire gli stessi elementi con variegati intrecci. Al centro del disegno c'è un quadrato, incorniciato da losanghe congiunte. Il centro del quadrato racchiude un cerchio con otto tubi prospettici. L'abside dell'aula ha un pavimento con un semplice motivo geometrico con ottagoni intersecati fra di loro fino a formare esagoni allungati e quadrati.

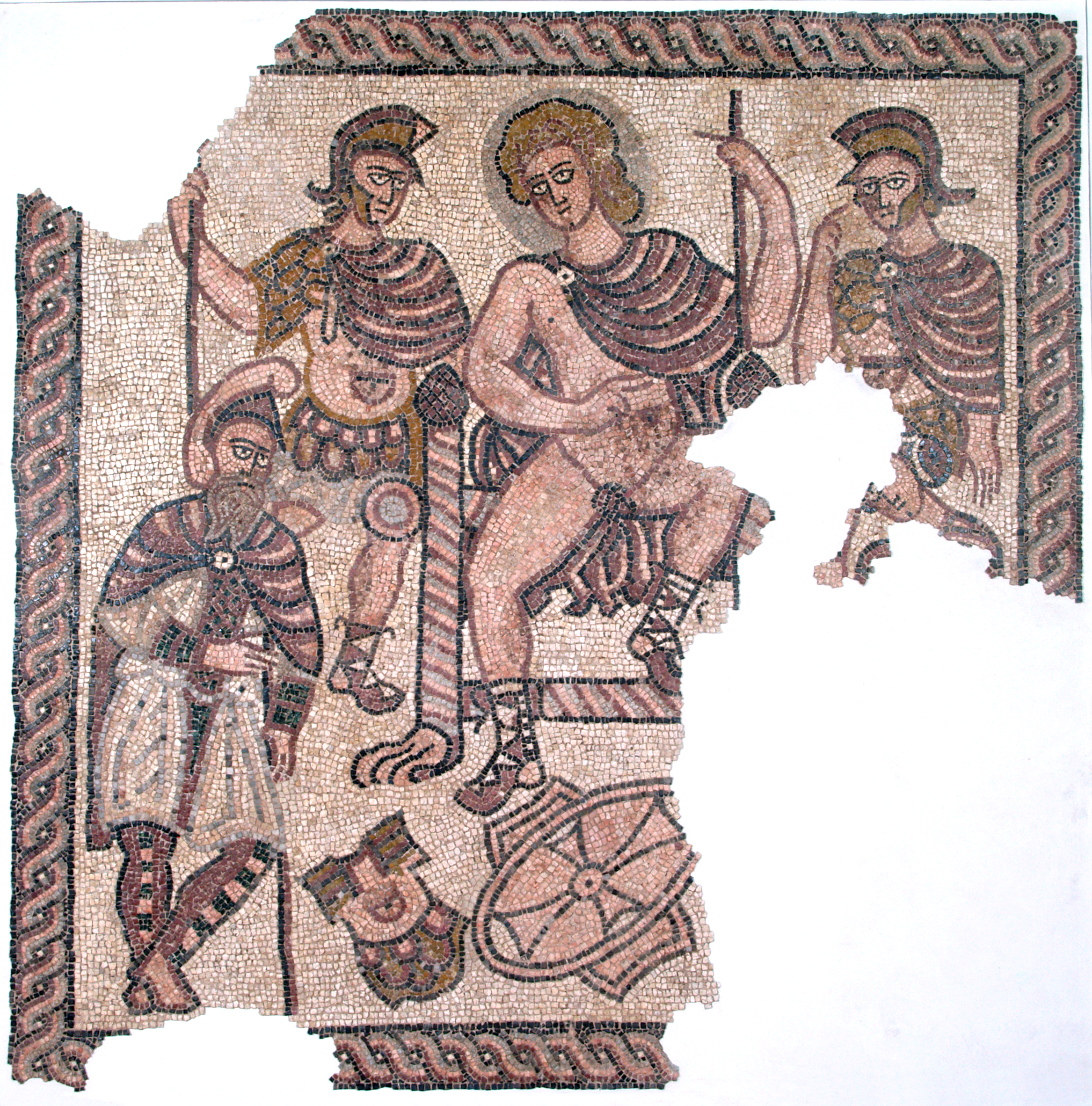
Una parte dei mosaici rinvenuti in via Dogana.

 Tra le stanze laterali, la più grande ha un tappeto con lo stesso schema dell'abside (ma i singoli elementi sono distinti da una treccia a torciglione). 
La stanza ha tre cornici concentriche: una formata da elementi vegetali, una con elemento a dente di lupo e una con una ghirlanda e fiori a quattro petali. 
Agli angoli della stanza ci sono quadrati con busti di personaggi, dei quali ne son rinvenuti tre, tutti privi della testa. Una figura è maschile, presenta la spalla destra coperta da un mantello che copre una tunica bianca. Il secondo busto, di sesso indefinito, ha una tunica rosa manicata fissata sulla spalla da una fibula rotonda. Il terzo personaggio ha solo parte della spalla sinistra.
Il vestibolo è rettangola e presenza una pavimentazione con varie figure. Originariamente vi erano 20 quadrati minori, dei quali ne rimangono 16. Nei quadrati rimasti sono rappresentati: una donna nuda seduta su un delfino, tre donne in piedi e una su un trono, quattro uomini adulti con barba e tunica in piedi, tre soldati con corazza e due nudi con mantello.
Nel pannello centrale c'è il quadro più grande, con al centro un giovane nudo biondo aureolato, che ha nella mano sinistra un'asta e con la destra indica una figura femminile, indossa un mantello purpureo che gli copre la spalla sinistra. Ai suoi lati ci sono due soldati corazzati, con anche elmo e mantello, uno di loro tiene un'asta. A destra vi è la figura femminile. A sinistra c'è un vecchio in piedi, con un abbigliamento particolare che di discosta da quello del resto dei personaggi, quasi a porsi in contrasto con loro.

### VI secolo d.C. - Porzione di domus con mosaico in Piazza Martiri della Libertà
Nel 1980 è stato ritrovato sul lato sud di Piazza dei Martiri della libertà un mosaico policromo (dai colori bianco, nero, grigio scuro, bruno scuro, rosa chiaro e scuro, giallo e rosso) con al centro un disegno diviso in due orizzontalmente, in due riquadri.

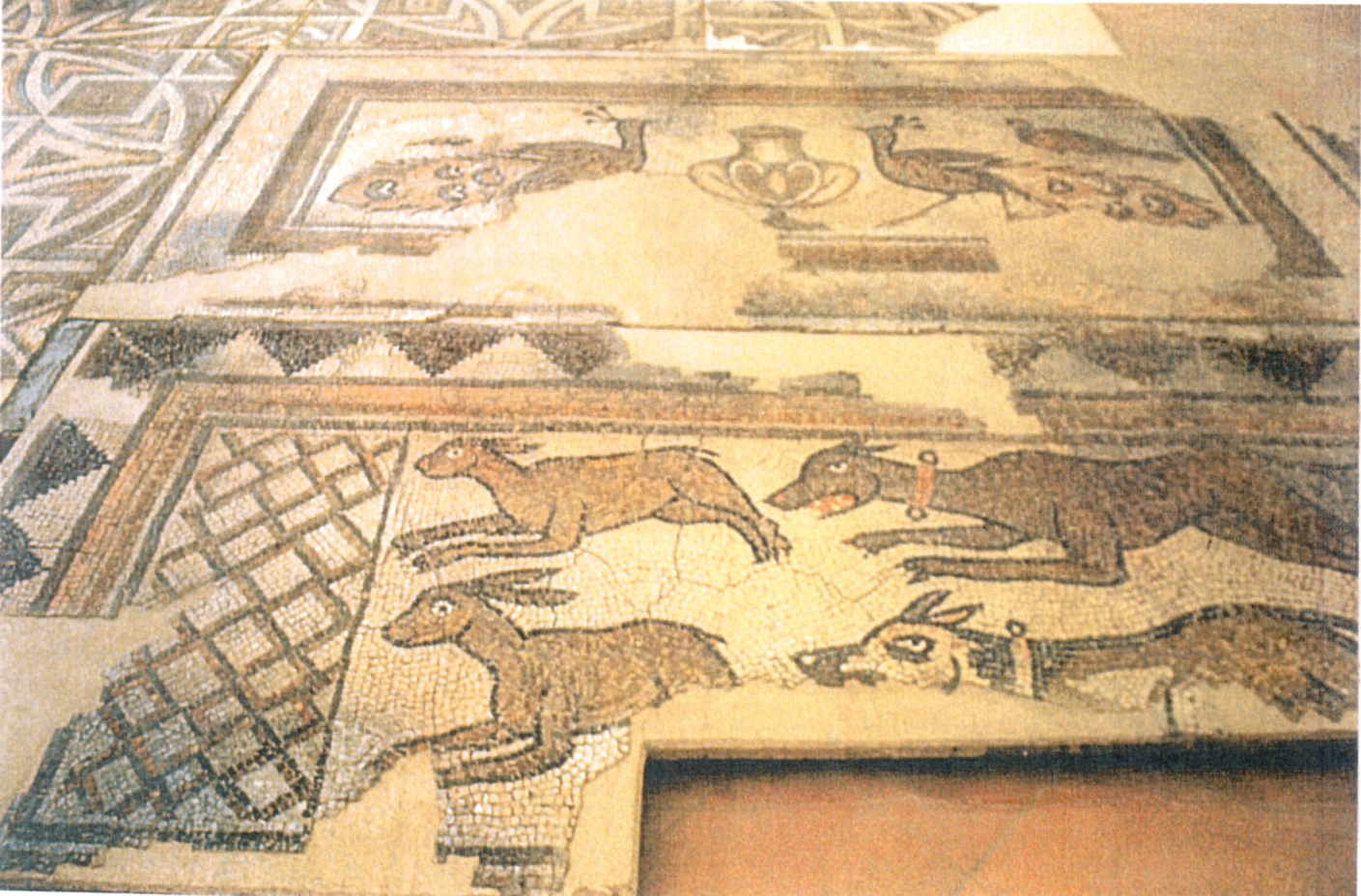
La pavimentazione rinvenuta in Piazza Martiri della Libertà.

 Il mosaico è delimitato da una decorazione con linee parallele costituite da tre semiellissi affiancate. Il campo è decorato con un motivo di cerchi intersecati, con piccoli quadrati concentrici nelle ellissi e grandi quadrati nei rombi, nei quali vi sono poi vari elementi decorativi come un volatile, triangoli, un rombo.
Il mosaico è diviso in due parti: nella parte superiore vi sono due pavoni disposti simmetricamente, incorniciati da onde correnti; negli angoli vi sono volatili più piccoli. Nella parte inferiore è rappresentata una scena di caccia, con due cani, un capriolo e una lepre, incorniciati da triangoli bianchi e neri.
Grazie agli scavi archeologici è stato evidenziato che i resti di edifici nella zona della pavimentazione hanno subito almeno due fasi sovrapposte: una di epoca romano repubblicana e l'altra imperiale.